# Kärntner Chronik des Paracelsus
Die Kärntner Chronik des Paracelsus ist eine kurze Chronik des Landes Kärnten, die Theophrastus von Hohenheim, gen. Paracelsus, zugeschrieben wird. Der vollständige Titel lautet Chronica und ursprung dieses landts Kärnten. Wie auch bei den übrigen sog. Kärntner Schriften sind die Originale verschollen. Es wird vermutet, dass sie 1538 verfasst wurde, die früheste Überlieferung ist eine Druckausgabe aus dem Jahr 1564. Damit handelte es sich um die früheste gedruckte Chronik Kärntens.